# Список міністрів закордонних справ Туреччини
Список міністрів закордонних справ Туреччини

## Міністри закордонних справ Туреччини
1. Бекір-Самі Кундух — (1920–1921);
2. Ахмед Мухтар-бей Моллаогли — (1921);
3. Юсуф Кемаль — (1921–1922);
4. Ісмет Іненю — (1922–1924);
5. Шюкрю Кая — (1924–1925);
6. Тевфік Рушту Арас — (1925–1938);
7. Шюкрю Мехмет Сараджоглу — (1938–1942);
8. Нуман Менеменчіоглу — (1942–1944);
9. Хасан Сака — (1944–1947);
10. Неджметтін Садак — (1947–1950);
11. Мехмет Фуат Кьопрюлю — (1950–1955);
12. Аднан Мендерес — (1955);
13. Фатін Рюштю Зорлу — (1955);
14. Мехмет Фуат Кьопрюлю — (1955–1956);
15. Ібрагім Етхем Мендерес — (1956–1957);
16. Фатін Рюштю Зорлу — (1957–1960);
17. Селім Рауф Сарпер — (1960–1962);
18. Ферідун Джемаль Еркін — (1962–1965);
19. Хасан Есат Ішік — (1965);
20. Іхсан Сабрі Чаглаянгіль — (1965–1971);
21. Осман Олджай — (1971);
22. Уміт Халук Байюлкен — (1971–1974);
23. Туран Гюнеш — (1974);
24. Меліх Рауф Эсенбель — (1974–1975);
25. Іхсан Сабрі Чаглаянгіль — (1975–1977);
26. Ахмет Гюндюз Окчюн — (1977);
27. Іхсан Сабрі Чаглаянгіль — (1977–1978);
28. Ахмет Гюндюз Окчюн — (1978–1979);
29. Хайреттін Еркмен — (1979–1980);
30. Ертугрул Екрем Джейхун — (1980, в. о.);
31. Ільтер Тюркмен — (1980–1983);
32. Вахіт Меліх Халефоглу — (1983–1987);
33. Йилмаз Месут — (1987–1990);
34. Алі Хюсрев Бозер — (1990);
35. Ахмет Куртджебе Альптемочін — (1990–1991);
36. Ісмаїл Сафа Гірай — (1991);
37. Хікмет Четін — (1991–1994);
38. Мюмтаз Сойсал — (1994);
39. Мурат Караялчін — (1994–1995);
40. Ердал Іненю — (1995);
41. Алі Кошкун Кірджа — (1995);
42. Деніз Байкал — (1995–1996);
43. Емре Гененсай — (1996);
44. Тансу Чіллер — (1996–1997);
45. Ісмаїл Джем — (1997–2002);
46. Сюкрю Сіна Гюрель — (2002);
47. Ясар Якіс — (2002–2003);
48. Абдулла Гюль — (2003–2007);
49. Алі Бабаджан — (2007–2009);
50. Ахмет Давутоглу — (2009–2014).
51. Мевлют Чавушоглу — (2014–2015)
52. Ферідун Сінірліоглу — (2015–2015)
53. Мевлют Чавушоглу — (2015 – 2023 )
54. Хакан Фідан (2023 –)

## Заступники міністрів
| № | Заступник міністра  | Початок роботи на посаді | Кінець роботи на посаді  |
| - | ------------------- | ------------------------ | ------------------------ |
| 1 | Насі Кору           | 5 березня 2012           | 12 червня 2016           |
| 2 | Ахмет Йилдиз        | 29 червня 2016 року      | 26 квітня 2018 року      |
| 3 | Явуз Селім Киран    | 7 серпня 2018            | 6 вересня 2022           |
| 3 | Седат Онал          | 7 серпня 2018            | 4 лютого 2023            |
| 3 | Фарук Каймакчі      | 7 серпня 2018            | 18 лютого 2023           |
| 3 | Ясін Екрем Серім    | 15 жовтня 2022 року      | При виконанні обов'язків |
| 3 | Бурак Акчапар       | 18 лютого 2023 року      | При виконанні обов'язків |
| 3 | Мехмет Кемаль Бозай | 18 лютого 2023 року      | При виконанні обов'язків |